# Chicado V
Chicado V (1950 – Fevereiro de 1972) foi uma égua da raça quarto de milha campeã de corridas. Parida (nascida) em 1950, foi considerada uma das melhores reprodutoras de sua raça. Ela foi procriada por Frank Vessel de Los Alamitos, Califórnia e treinada por Earl Holmes.
Chicado V participou somente de seis corridas, por conta de um ferimento no joelho que impediu sua carreira na corrida. Apesar disso, ganhou suas duas primeiras, enquanto quebrava ou se igualava à recordes, e ganhou o título co-Champion Quarter Running Two-Year-Old Filly pelo American Quarter Horse Association (AQHA) em 1952. No ano a seguir ela correu as suas últimas quatro corridas, ganhando uma e regularisou uma velocidade de record maior. Depois da sua última corrida, em Dezembro de 1953, ela foi retirada  da pista para se tornar uma broodmare, e conseguiu nove potros. Duas das suas dencendência foi chamado de Champion Quarter Running Horses, e todos os seus potros tiveram o total de sete participação de corridas ganhas. Uma das suas filhas, Table Tennis, foi-se tornando uma das  melhores reprodutoras de sua raça, tal como a filha da Table Tennis, Rapid Volley, e a sua neta Perks. Porém, três filhos de Chicado V—Triple Chick, Three Chicks, e The Ole Man—foi ela a mais conhecida dos descendentes; todas as três tornaram principais protagonistas a procriar e são a principal cause da fama dela.Ela foi incluida dentro do corredor da fama da AQHA em 2006.